# 霍華德冰川
77°41′S 163°5′E / 77.683°S 163.083°E
霍華德冰川是南極洲的冰川，位於維多利亞地的庫克里山，處於克雷森特冰川以西，在1957年由美國地質學家測量，以史丹佛大學的地貌學家命名。